# WikiTimeScale
WikiTimeScale ist ein Wiki zur graphischen und interaktiven Darstellung von historischen Persönlichkeiten, historischen Ereignissen oder anderen historischen Themen auf einer Zeitskala. Die zugehörige Wiki-Software wurde in PHP geschrieben, nutzt eine MySQL-Datenbank und ist freie Software unter der GNU General Public License. Jeglicher Text ist unter der GNU Free Documentation License lizenziert. Entwickelt Anfang 2006 ist die aktuelle Version 2.41. Die von WikiTimeScale erzeugten Zeitskalen-Bilder können nach Belieben verwendet werden (zum Beispiel für Präsentationen), solange das Copyright erkennbar und deutlich klargestellt wird (zum Beispiel, indem der automatisch erzeugte Copyright-Text im Bild beibehalten wird).
WikiTimeScale ist derzeit in den Sprachen Englisch, Deutsch, Niederländisch und Chinesisch verfügbar. WikiTimeScale wurde als eine von „Zehn innovativen Wikis“ in dem Buch Wikis for Dummies genannt.